# Vincenzo Cuccia
Vincenzo Cuccia (Palermo, 1892. március 20. – Palermo, 1979. március 2.) olimpiai bajnok olasz párbajtőr- és kardvívó, sportújságíró.